# Murdochville
Murdochville es una localidad con el estatus de ciudad en la provincia de Quebec, Canadá. Está ubicada en el condado regional de La Côte-de-Gaspé y a su vez, en la región administrativa de Gaspésie–Îles-de-la-Madeleine. Hace parte de las circunscripciones electorales de Gaspé a nivel provincial y de Gaspésie−Îles-de-la-Madeleine a nivel federal.

## Geografía
Murdochville se encuentra ubicada en las coordenadas 48°58′00″N 65°30′00″O / 48.96667, -65.50000. Según Statistics Canada, tiene una superficie total de 61,18 km² y es una de las 1135 municipalidades en las que está dividido administrativamente el territorio de la provincia de Quebec.

## Demografía
Según el censo de 2011, había 764 personas residiendo en esta localidad con una densidad poblacional de 12,5 hab./km². Los datos del censo mostraron que de las 812 personas censadas en 2006, en 2011 hubo una disminución poblacional de 48 habitantes (-5,9%). El número total de inmuebles particulares resultó de 508 con una densidad de 8,30 inmuebles por km². El número total de viviendas particulares que se encontraban ocupadas por residentes habituales fue de 351.